# Encephalartos ferox
Az Encephalartos ferox a cikászok (Cycadopsida) osztályának cikászok (Cycadales) rendjébe, ezen belül a bunkóspálmafélék (Zamiaceae) családjába tartozó faj.

## Előfordulása
Az Encephalartos ferox Afrika délkeleti részén őshonos. Mozambikban és a Dél-afrikai Köztársasághoz tartozó KwaZulu-Natal nevű tartományban található meg természetes állapotban. A világon sokfelé termesztik dísznövényként. A szárából keményítő nyerhető ki.

## Megjelenése
E növényfaj törzsének a legnagyobb része a talaj alatt van; a földalatti törzse körülbelül 1 méter hosszú és 35 centiméter széles. A törzsön levő pikkelyeken tüskék vannak. A szárnyalt levelei 2 méteresre is megnőhetnek. A levélkék 15 centiméter hosszúak és 3,5-5 centiméter szélesek; fiatalon sötét zöldek vagy rezes barnák.

## Életmódja
A nedves, örökzöld erdőket kedveli, de megél a homokdűnéken is. A fagyot nemigen bírja.

## Szaporodása
A hímszaporítószerv 40-50 centiméter hosszú és 7-10 centiméter széles, míg a női szaporítószerv 25-50 centiméter hosszú és 20-25 centiméter széles. A hímnövénynek egyszerre akár tíz szaporítószerve is lehet, míg a nősténynek csak öt. A mag 4,5-5 centiméter hosszú és 1,5-2 centiméter széles; továbbá keskeny és fényesen vörös színű.

## Képek

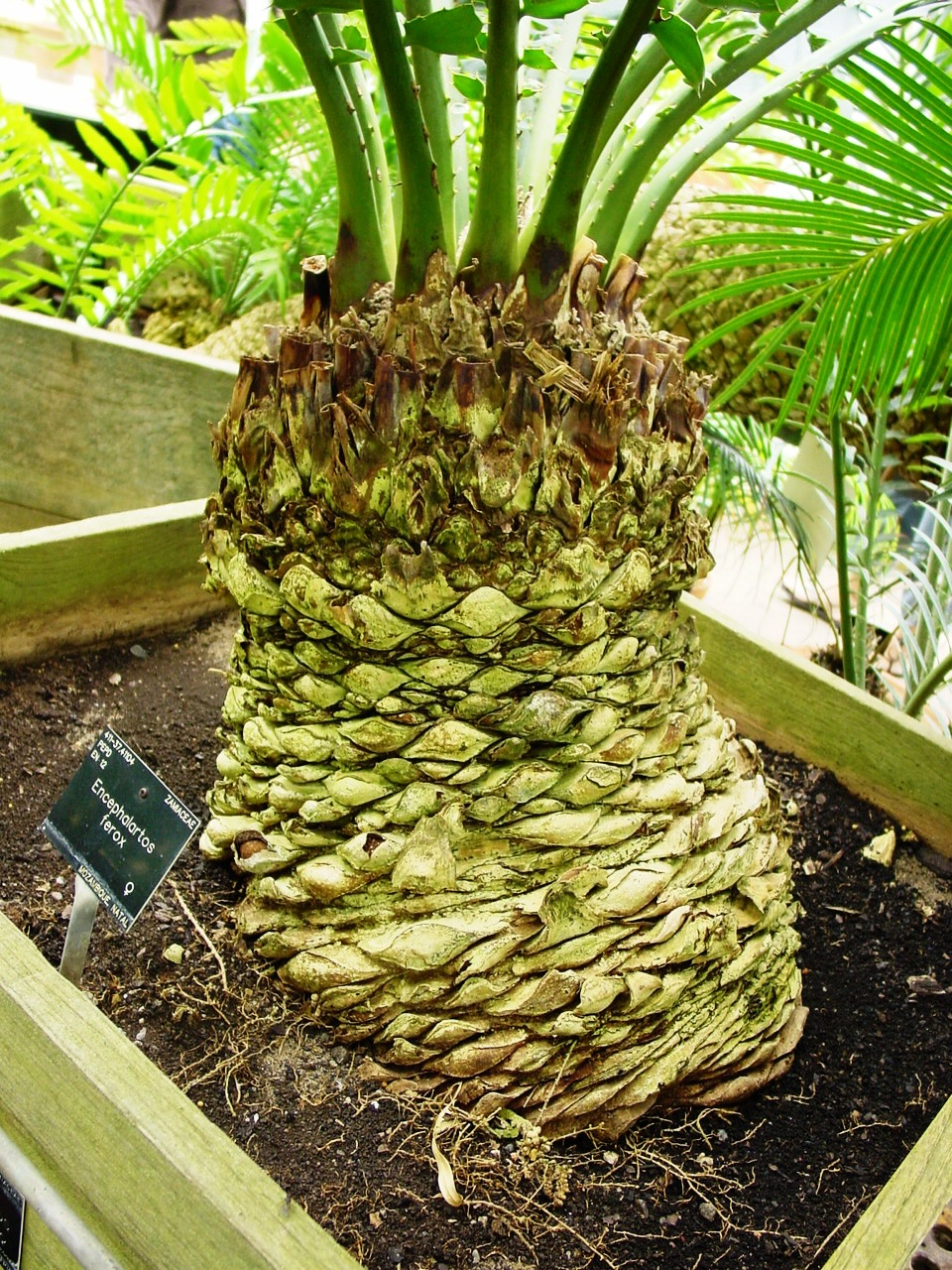
A törzse,
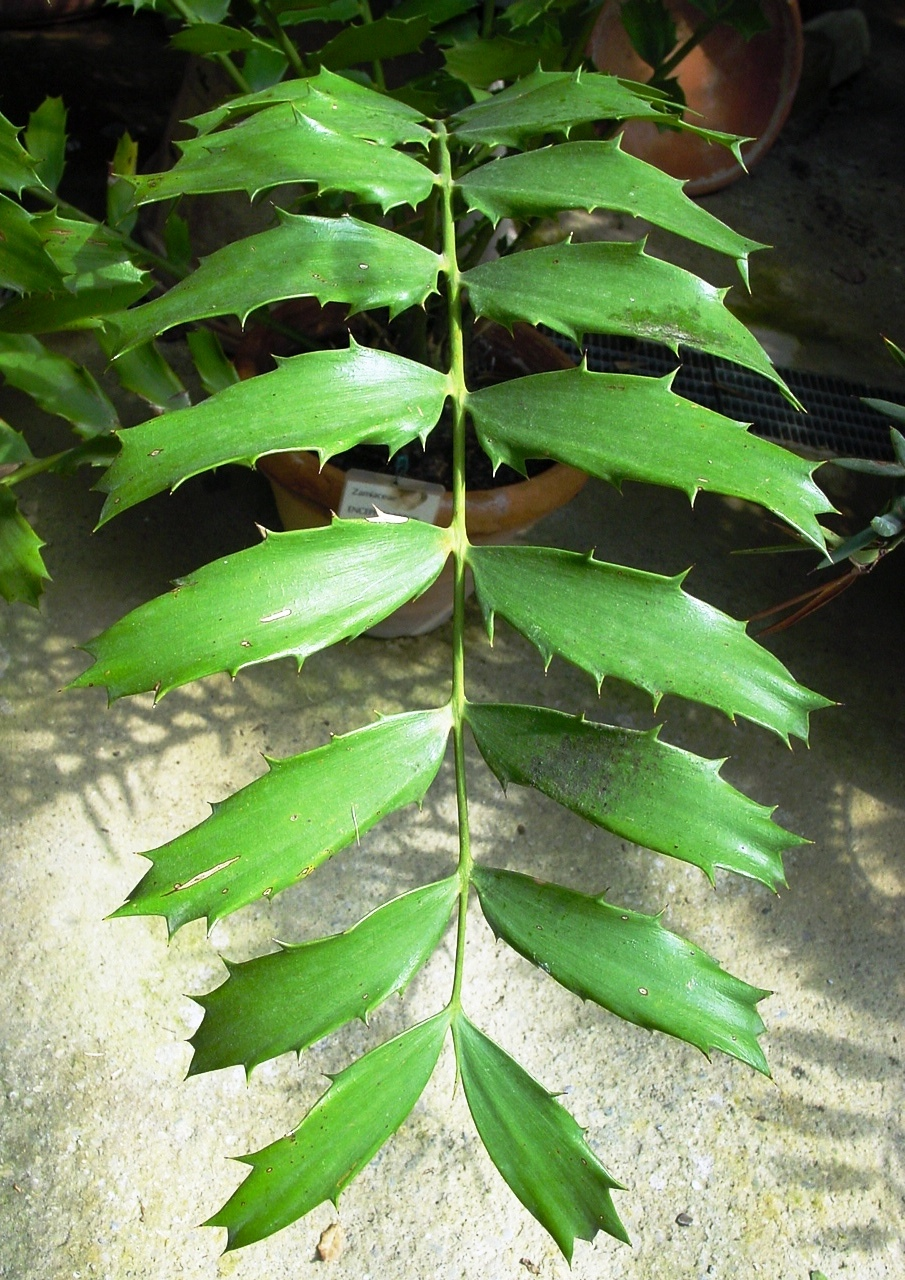
A szárnyalt levele,
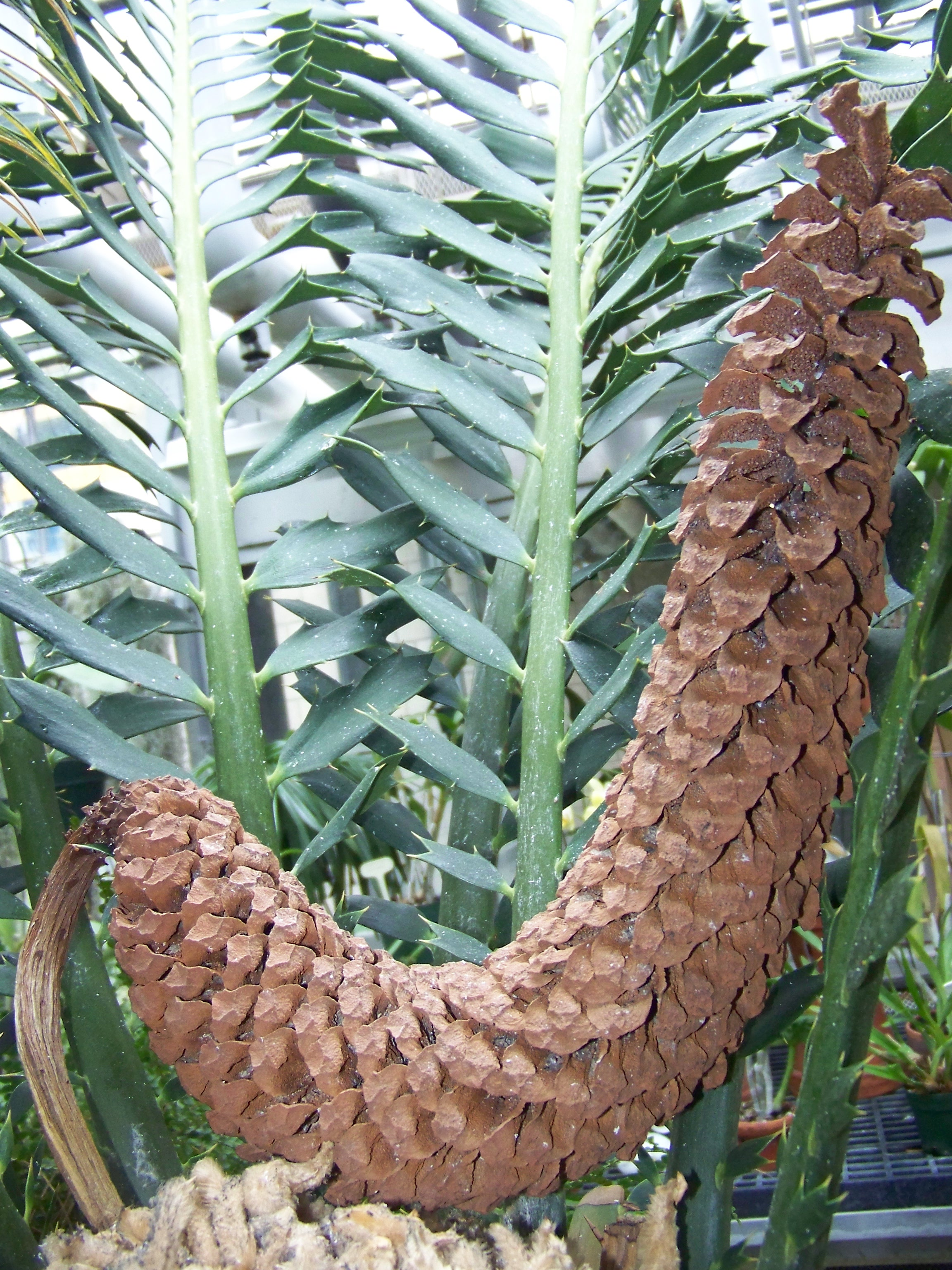
A hímszaporítószerve
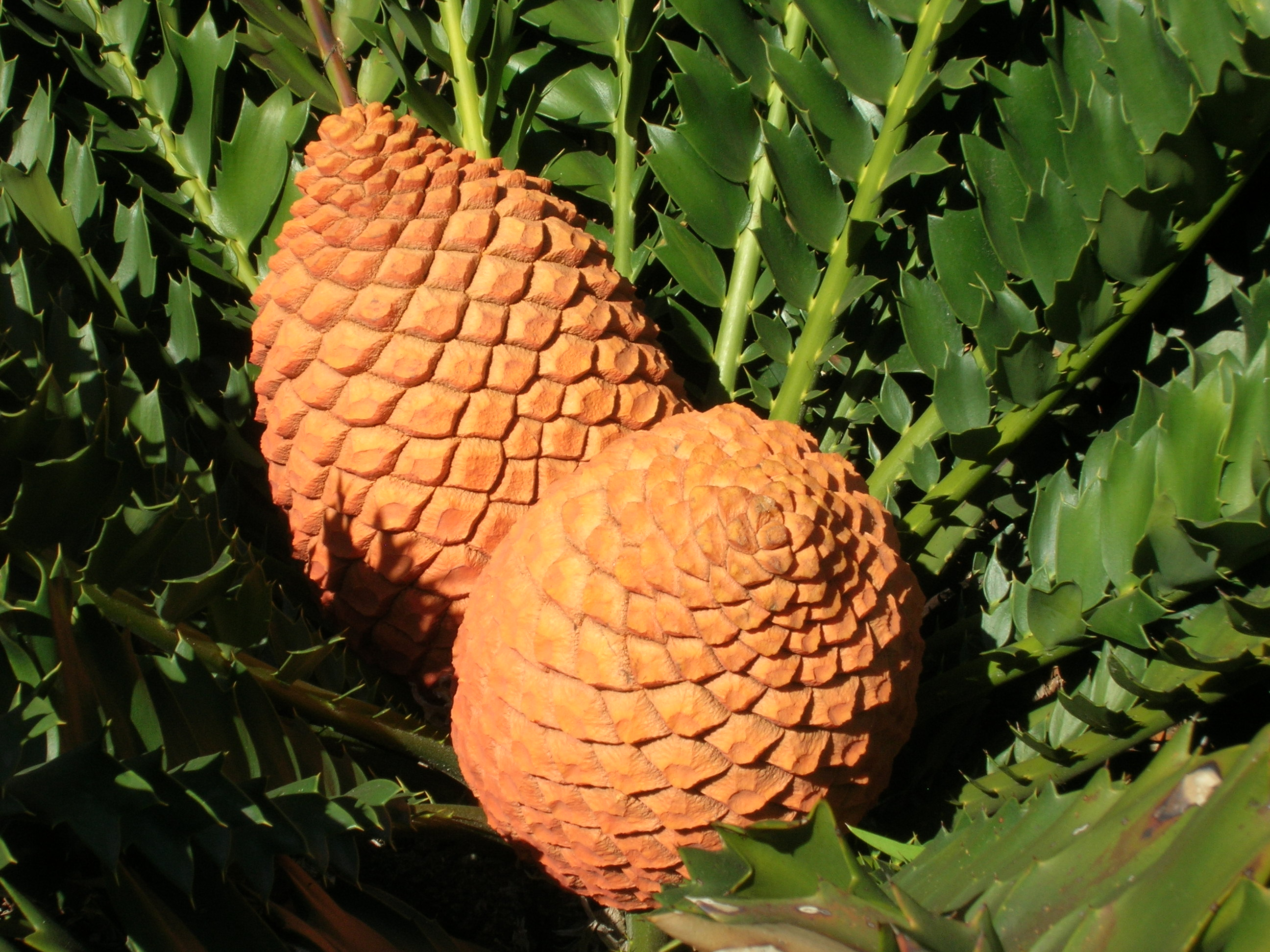
és a női szaporítószervei

### Fordítás
- Ez a szócikk részben vagy egészben  az   Encephalartos ferox című angol Wikipédia-szócikk ezen változatának fordításán alapul.  Az eredeti cikk szerkesztőit annak laptörténete sorolja fel. Ez a jelzés csupán a megfogalmazás eredetét és a szerzői jogokat jelzi, nem szolgál a cikkben szereplő információk forrásmegjelöléseként.